# Orcula dobrogica
Orcula dobrogica is een slakkensoort uit de familie van de Orculidae. De wetenschappelijke naam van de soort is voor het eerst geldig gepubliceerd in 1986 door Grossu.